# Ataíde Braz
Ataíde Braz (Pernambuco, 26 de agosto de 1955) é um roteirista de quadrinhos brasileiro.
Começou sua carreira em 1978 na editora Vecchi, onde trabalhou na revista Spektro, em parceria com o desenhista Roberto Kussomoto a dupla passou a colabora com a Grafipar de Curitiba, após indicação do desenhista Sebastião Seabra, na Grafipar, Ataíde escreveu diversos roteiros de quadrinhos. Após o encerramento das atividades da Grafipar, Ataíde Braz voltou a São Paulo, onde trabalhou com a editora Nova Sampa. Lá, ele editou quadrinhos eróticos e de terror. Em 1983, casou-se com a ilustradora Neide Harue, em 1985, lançou a série em estilo mangá "Drácula A Sombra da Noite", ilustrada por Neide Harue, inspirada em Drácula de Bram Stoker, a série foi encerrada em 1987 com a publicação de O Retorno de Drácula - Vampiro no Ragtime". Logo em seguida, o casal produziu Skorpion - Arma Mortal para a Imprima Comunicação.
Em 1989, pela EBAL roteirizou histórias baseadas nas séries japonesas de tokusatsu Jaspion e Changeman com desenhos de Roberto Kussumoto, Neide Harue e Edson Kohatsu.
Nos anos 1990, escreveu quadrinhos para editoras da Bélgica, França e Holanda através da agência belga Commu, da qual também foi coordenador da filial brasileira. Na Abril Jovem, roteirizou uma história do anime Zillion com desenhos de Roberto Kussumoto.
Em 1994, lançou uma de suas principais obras, Mulher-Diaba no Rastro de Lampião, desenhada por Flavio Colin, que mistura ficção e realidade ao contar a história do cangaceiro Lampião sendo perseguido por uma mulher que fez acordo com o diabo em busca de vingança. No ano seguinte, este livro ganhou o Prêmio Angelo Agostini de melhor lançamento e o Troféu HQ Mix de melhor graphic novel nacional.
Em 2013, publicou o livro Velozes e Vorazes, com capa de Arthur Garcia e Flavio Soares e arte interna por Mozart Couto, publicado pela Editora Minuano.